# Беляев, Владимир Александрович (политолог)
Влади́мир Алекса́ндрович Беля́ев (род. 8 сентября 1952) — советский и российский политолог, социолог и политический деятель. Кандидат философских наук, доктор политических наук, профессор, академик Российской академии политических наук, член Президиума АПН РТ.
Сопредседатель МДТ «Согласие», член Государственного совета Республики Татарстан (1991—1993)

## Биография
Родился 8 сентября 1952 в семье актёров.
Окончил Казанский государственный университет.
С 1978 года работал преподавателем в Казанском химико-технологическом институте.
В 1979 году в КГУ защитил диссертацию на соискание учёной степени кандидата философских наук по теме «Социальные функции научно-производственной интеллигенции развитого социалистического общества» (специальность 09.00.02 — «теория научного коммунизма»).
С 1988 года — профессор и заведующий кафедрой научного коммунизма (ныне — кафедра социологии, политологии и менеджментав) Казанского авиационного института.
В 2000 году получил звание академика Российской академии политических наук (АПН).
В 2001 году стал членом Президиума АПН РТ.
В 2007 году в КГУ защитил защитил диссертацию на соискание учёной степени доктора политических наук по теме «Интеллигенция как субъект российского политического процесса: федеральный и региональный аспекты» (специальность 23.00.02 — «политические институты, этнополитическая конфликтология, национальные и политические процессы и технологии»).
С 2014 года — руководитель группы антикоррупционных социологических исследований и освещение антикоррупционной деятельности в СМИ Комиссии по противодействию коррупции КНИТУ-КАИ.
Опубликовал около 300 научных монографий, брошюр и статей по проблемам интеллигенции и политической элиты. Автор учебников и учебных пособий по Социологии, Политологии, Социальной стратификации, Истории политических учений, Современным социально-экономическим проблемам и иных. Соавтор опубликованных законопроектов, проходивших научную, общественную и парламентскую экспертизу, — Конституции Татарстана, Закона РТ «О языках народов РТ» и др., многих поправок к действующей Конституции РТ.
Владеет английским языком.

#### Личная жизнь
Женат, имеет двоих детей.
Увлекается литературой и музыкой.

### Политическая деятельность
В 1988 году выступил в качестве одного из основателей Народного фронта Татарской АССР.
В 1989 г. создал в Татарской партийной организации платформу «Коммунисты Татарии за демократию и национальное согласие».
В 1990 г. стал организатором и сопредседателем (доныне) Многонационального движения Татарстана «Согласие», в начале 1990-х гг. бывшего одной из популярнейших политической сил РТ. В условиях, когда руководство республики предлагало один государственный язык (татарский) и фактически выводило РТ из состава РФ, Беляев явился автором идей равного статуса двух основных языков в РТ и обязательности всеобщего обучения им в детстве (но не в равном часовом объёме), одновременного подписания пакета из Федеративного и двустороннего (РФ-РТ) договоров Татарстаном, референдума и переговоров по статусу РТ с РФ при сохранении РТ в составе РФ.
В 1991—1993 годы — член Государственного совета Республики Татарстан.
Когда в 1991 была создана ДПКР (преобразована в НПСР в 1991 г. и в РСДНП в 1994 г.), создал её Татарстанское отделение в октябре 1991 г. Входил в федеральный Политсовет партии.
В 1992 возглавил состоящий из ряда партий блок Гражданский союз в Татарии, самую популярную тогда политическую силу и запрещенную (как и сама партия) после расстрела Белого дома в 1993 году. Запрет резко сузил возможности и влияние партии. После раскола с группой Руцкого оставшаяся часть РСДНП создала в 1994 с рядом иных партий, фракций и профсоюзами СДС.
С 1994 по 2000 года возглавляет Татарстанское отделение СДС. Входит в федеральный Политсовет СДС.
При создании РОСДП в марте 2000 г. СДС влилась во вновь созданную партию и до 2001 года В.Беляев возглавляет Татарстанское отделение РОСДП и входит в её федеральный Политсовет.
При объединении РОСДП и РПСД при выборах руководства Татарстанской организации на объединительной конференции произошел скандал. Представители РПСД отказались признать результаты выборов Председателем организации В.Беляева и устроили драку, избив активистов РОСДП. В результате Татарстанская организация РОСДП в объединенную партию Горбачева-Титова не вошла.

## Научные труды

### Диссертации
- Беляев В. А. Социальные функции научно-производственной интеллигенции развитого социалистического общества / Автореф. дис. на соиск. учен. степ. канд. филос. наук : (09.00.02). — Казань: Казан. гос. ун-т, 1979. — 22 с.
- Беляев В. А. Интеллигенция как субъект российского политического процесса: федеральный и региональный аспекты / автореферат дис. ... доктора политических наук : 23.00.02. — Казань: Казан. гос. тех. ун-т, 2007. — 41 с.

### Монографии и пособия
- Беляев В. А. Советская интеллигенция в борьбе идей. — Казань: Изд-во Казан. ун-та, 1990. — 150 с.
- Беляев В. А. Народ, власть и интеллигенция: пути достижения национального согласия. — Казань: КГТУ (КАИ), 2002. — 2002 с.
- Беляев В. А., Филатов А. Н. Политология. Учебник. Части 1. — 2-е изд., перераб. — Казань: Альфа, 2003. — 132 с.
- Беляев В. А., Филатов А. Н. Политология. Учебник. Части 2. — 2-е изд., перераб. — Казань: Альфа, 2003. — 232 с.
- Беляев В. А. Отечественная интеллигенция и её роль в политике Казань. — Казань: Изд-во Казан. ун-та, 2005. — 316 с.
- Беляев В. А. Отечественная интеллигенция как объект и субъект политики. — Казань: Изд-во Казан. ун-та, 2006. — 436 с.
- Беляев В. А., Максимова О. А. Менеджмент организации. Учебно-методическое пособие. — Казань: КГТУ имени А. Н. Туполева, 2006.
- Беляев В. А. Обществознание: учебное пособие для вступительного экзамена в вузы Казани. — Казань: КГТУ имени А. Н. Туполева, 2007.
- Беляев В. А., Сергеев С. А., Бочкова И. А, Морозов А. В. Обществознание: учебно-методическое пособие для подготовки к ЕГЭ и поступлению вузы, участию в олимпиадах. — Казань, 2007.
- Беляев В. А. Обществознание. Пособие для вступительного экзамена в вузы Казани. — 2 изд., перераб. и  доп. — Казань: КГТУ имени А. Н. Туполева, 2007.
- Беляев В. А., Бобченко Т. С., Максимова О. А., Ахмина Г. А. Социология и политология. Уч.пособие для студентов заочного отделения. — Казань: КГТУ имени А. Н. Туполева, 2008.
- Беляев В. А. Социология. Общая теория : курс лекций для студентов заочного отделения специальностей "Менеджмент в социальной сфере" и "Связи с общественностью" / В. А. Беляев ; М-во образования и науки Российской Федерации, Федеральное агентство по образованию, Казанский гос. технический ун-т им. А. Н. Туполева. — Изд. 2-е.. — Казань: КГТУ имени А. Н. Туполева, 2008. — 71 с. — ISBN 978-5-7579-1089-5.
- Ахметгалиева А. Р., Беляев В. А., Горбачева О. В., Заляев Р. И., Мингазова А. М., Пестрякова Н. М., Строкова Е. Е. Социология и политология. Учебное пособие / Под ред. О. В. Горбачёвой. — Казань: КГТУ имени А. Н. Туполева, 2010.
- Беляев В. А., Ахметшина А. А., Каткова Ю. В. Современные социально-политические проблемы: учебное пособие / В. А. Беляев, А. А. Ахметшина, Ю. В. Каткова ; М-во образования и науки Российской Федерации, Гос. образовательное учреждение высш. проф. образования "Казанский гос. технический ун-т им. А. Н. Туполева", Каф. социологии, политологии и менеджмента. — Казань: КГТУ имени А. Н. Туполева: Отечество, 2010. — 166 с. — ISBN 978-5-9222-0342-5.
- Беляев В. А. Политология. Субъекты политики. Учебное пособие / В. А. Беляев ; М-во образования и науки Российской Федерации, Федеральное агентство по образованию, Гос. образовательное учреждение высш. проф. образования "Казанский гос. технический ун-т им. А. Н. Туполева". — 3-е изд., доп. и перераб. — Казань: КГТУ имени А. Н. Туполева, 2010. — 141 с. — ISBN 978-5-7579-1409-1.
- Беляев В. А., Ларионова И. В. Социальная защита: учебное пособие / И. В. Ларионова, В. А. Беляев ; М-во образования и науки Российской Федерации, Казанский гос. технический ун-т им. А. Н. Туполева. — Казань: Новое знание, 2010. — 97 с. — ISBN 978-5-89347-626-2.

### Статьи
- Беляев В. А. Идейная борьба в среде советской интеллигенции по вопросам перестройки / Депон. №37829 от 12.5.1989 г. в ИНИОН. — Казань: КХТИ, 1988.
- Беляев В. А. Борьба идей в рядах советской интеллигенции по проблемам перестройки // Проблемы социально-политического развития советского общества / Депон. №33409 от 13.04.1988 г. в ИНИОН. — Казань: КХТИ, 1988.
- Беляев В. А. Силуэт дня в зеркале истории (серия статей о национальных отношениях в Татарстане) // Слово агитатора. — 1989. — № 5-12.
- Беляев В. А., Хайруллина Ю. Р. Золотое сечение России (О развитии федерализма в России) // Татарстан. — 1993. — № 12. — С. 3-7.
- Беляев В. А. Динамика политического процесса в Татарстане // Политика, экономика, социология. Вестник Института Политики. — 1993. — № 2. — С. 27-37.
- Беляев В. А., Хайруллина Ю. Р. Трансформация российского федерализма и право сецессии // Федерализм – глобальные и российские измерения. Материалы Международной научно-практической конференции. — Казань, 1993. — С. 247-250.
- Беляев В. А. Научная интеллигенция на распутье // Актуальные проблемы политического и социально-экономического развития страны. Материалы двух Поволжских научно-практических конференций. — Казань: КГТУ (КАИ), 1993. — С. 3-4.
- Беляев В. А. Партийная система в Татарстане // Актуальные проблемы политического и социально-экономического развития страны. Материалы двух Поволжских научно-практических конференций. — Казань: КГТУ (КАИ), 1993. — С. 87-92.
- Беляев В. А. Федерализм сегодня // Актуальные проблемы политического и социально-экономического развития страны. Материалы двух Поволжских научно-практических конференций. — Казань: КГТУ (КАИ), 1993. — С. 41-56.
- Беляев В. А. Мягкие и жесткие структуры // Федерализм: проблемы формирования. Материалы постоянно действующего семинара. — Казань, 1994. — С. 35-41.
- Беляев В. А. Становление многопартийности в республике // Политические процессы и движения в национальных республиках Поволжья и Приуралья. Материалы межвузовской научной конференции. — Чебоксары, 1994. — С. 80-81.
- Беляев В. А., Акмалова Л. Ш. Татарстан глазами политической элиты // Казань. — 1994. — № 9-10. — С. 28-30.
- Беляев В. А. Контрэлиты и власть // Региональные элиты и общество: процессы взаимодействия. Тезисы Республиканской научно-практической конференции. — Казань, 1995. — С. 20-21.
- Беляев В. А. О праве наций на самоопределение // Вестник Казанского государственного технического университета имени А. Н. Туполева. — 1997. — № 2. — С. 71—74.
- Беляев В. А. С Кораном в одной руке и с «Капиталом» в другой (Политический менталитет населения РТ) // Татарстан. — 1997. — № 1. — С. 3-10.
- Беляев В. А. Государство как политический институт // Основы политологии. Учебное пособие для вузов. — Казань: КГТУ (КАИ), 1997. — С. 87-104.
- Беляев В. А. Политика и власть // Основы политологии. Учебное пособие для вузов. — Казань: КГТУ (КАИ), 1997. — С. 24-45.
- Беляев В. А. Федерализм сегодня. Типологии федераций в мире // Федерализм: проблемы формирования. Документы и материалы. — Казань: КГТУ (КАИ), 1997. — С. 10-27.
- Беляев В. А. Эволюция федералистских и этногосударственных идей // Федерализм: проблемы формирования. Документы и материалы. — Казань: КГТУ (КАИ), 1997. — С. 27-38.
- Беляев В. А. Гуманитарная интеллигенция и общество // Социальное знание: формации и интерпретации. Тезисы Международной научной конференции. — Казань: КГТУ (КАИ), 1996. — С. 99-100.
- Беляев В. А., Акмалова Л. Ш. Политическая культура населения Республики Татарстан // Социальное знание: формации и интерпретации. Тезисы Международной научной конференции. — Казань: КГТУ (КАИ), 1996. — С. 11.
- Беляев В. А. Протоинтеллигенция, власть и закон: сениоры против юниоров // Социально-правовые проблемы борьбы с преступностью в современных условиях. Материалы итоговой научно-практической конференции. — Казань: КФЮИ, 1997. — С. 68-73.
- Беляев В. А. Часть 1. Кратология // Политология. Учебный курс для вузов / В. А. Беляев и др.. — Казань: КИБУ, 1997. — 132 с.
- Беляев В. А. Часть 2. Субъекты политики // Политология. Учебный курс. / В. А. Беляев и др.. — Казань: КИБУ, 1998. — 221 с.
- Беляев В. А. Единство элит вместо разделения властей // Социально-политические аспекты федерализма: модель Татарстана. Материалы международного семинара. — Казань: Аппарат Президента РТ. Фонд Эберта, 1998. — С. 36-37.
- Беляев В. А. Языковой ценз и гражданство Татарстана // Социально-политические аспекты федерализма: модель Татарстана. Материалы международного семинара. — Казань: Аппарат Президента РТ. Фонд Эберта, 1998. — С. 98.
- Беляев В. А. Первичные и вторичные права человека в РТ // Европейская конвенция о защите прав человека и основных свобод (материалы Международного семинара). — Болгары: Новая жизнь, 1998. — С. 27-32.
- Беляев В. А. Менталитет населения РТ как основа национального согласия // Общественное согласие в Российской Федерации. Материалы межрегиональной научно-практической конференции. — Казань: Карпол, 1998. — С. 197-204.
- Беляев В. А. Асимметричные федерации: проблемы особого статуса территории // Политический процесс: региональный вызов. — Казань: ТГЖИ, 1999. — С. 9-18.
- Беляев В. А. Равноправие и законность в России (конгруэнтность и симметрия) // Россия: выбор пути. Тезисы выступлений участников Всероссийской научно-практической конференции. — М.: ИМЭПИ РАН, 1999. — С. 69-72.
- Беляев В. А. Свобода слова и печати в РТ как принцип демократии // Татарстан глазами демократической оппозиции. Сборник докладов I Республиканской научно-практической конференции. — Казань: Карпол, 1999. — С. 45-51.
- Беляев В. А. Политические права граждан РТ // Формирование правового государства, демократии и защита прав и основных свобод человека в РФ и в РТ. Тезисы Международной конференции. — Казань: КГУ, 1999.
- Беляев В. А. Конгруэнтность. Асимметрия и равноправие // Россия: поиск пути. Материалы Всероссийской конференции. — М.: Научная книга, 1999. — С. 258-263.
- Беляев В. А. Конгруэнтность и асимметрия в устройстве государства // I Всероссийский Конгресс политологов «Современная Россия: власть, общество, политическая наука». Москва, 17-18 февраля 1998 г. В 3 тт. — М., 1999. — Т. 1.
- Беляев В. А. Выборы в РТ: коммунисты за гайдаровца; богатые за «социального защитника» // . — Россия: выбор пути. Материалы межрегиональной научно-практической конференции. 19.11.1999 г. — Казань: КГТУ (КАИ), 2000. — С. 58-64.
- Беляев В. А. Власть vs интеллигенция // Россия: выбор пути. Материалы межрегиональной научно-практической конференции. 19.11.1999 г. — Казань: КГТУ (КАИ), 2000. — С. 99-100.
- Беляев В. А. Прошедшие выборы и закон // Социально-правовые исследования современных проблем преступности. Тезисы научно-практической конференции. — Казань: КФЮИ, 2000. — С. 63-65.
- Беляев В. А., Акмалова Л. Ш. Асимметрия полномочий Президента и иных властных структур РФ // Перспективы развития современного общества. Материалы Всероссийской научной конференции. 28-29.9.2000. — Казань: КГТУ (КАИ), 2000. — С. 47-50.
- Беляев В. А. Выборы под дулом автоматов // Особая зона: выборы в Татарстане. — Ульяновск: ГНУ «Средневолжский научный центр», 2000. — С. 128-131.
- Беляев В. А. Полшага от бесправия // Особая зона: выборы в Татарстане. — Ульяновск: ГНУ «Средневолжский научный центр», 2000. — С. 132-141.
- Беляев В. А. Необходимость расширения полномочий президента и иных властей РФ // Россия. Политические вызовы XXI века. Второй Всероссийский Конгресс политологов 21-23 апреля 2000 г. — М.: РОССПЭН, 2002. — С. 313-315.
- Беляев В. А. Нас объединяет общность судьбы и проблем // Россия: третье тысячелетие. Вестник актуальных проблем. Альманах. — 2001. — № 3. — С. 26-27.
- Беляев В. А. Политическая стратификация в РТ // Собственность и стратификация современного общества: региональные и национальные особенности. Материалы Всероссийского Круглого стола. — Казань, 2001. — С. 74-76.
- Беляев В. А. Эволюция партийной системы в РТ // Становление многопартийности в РФ и РТ / Многонациональное “Согласие” – 11 лет борьбы за мир. — Казань: КГТУ (КАИ), 2002. — С. 3-14.
- Беляев В. А. Позиционирование региональной социал-демократии // Становление многопартийности в РФ и РТ / Многонациональное “Согласие” – 11 лет борьбы за мир. — С. 28-31.
- Беляев В. А. Маргинальность и агротехническое образование провинциальной политической элиты // Совершенствование преподавания в высшей школе. Материалы конференции. — Казань: КГУ, 2004. — С. 116-121.
- Беляев В. А. Избирательные технологии на выборах 2003-2004 гг. в РТ // Политический консалтинг: горизонты новой реальности. Материалы Всероссийской научно-практической конференции, 24.02.2004. — Казань: РЦИМ, 2004. — С. 143-146.
- Беляев В. А. Анализ потестарности региональной неономенклатуры в социогуманитарных дисциплинах // Инновационное образование в техническом университете: Международная научно-методическая конференция. — Казань: КГТУ (КАИ), 2004. — С. 652-657.
- Беляев В. А. Рейтинг партий и политиков в Республике Татарстан // Российское лицо PR. Материалы научно-практической конференции 28.02.2003 г. — Н. Новгород: НГТУ, 2003. — С. 165-171.
- Беляев В. А. Социальный ранг интеллигенции // Теоретико-методологические проблемы исследования общества переходного типа. Материалы межвузовской научно-практической конференции (27.06.2002 г.). — Казань: Центр инновационных технологий, 2003. — С. 25-37.
- Беляев В. А. Глобализация и специфика менталитета населения РТ // Проблемы глобализации и антиглобализм в современном мире (сб. докладов и статей межрегиональной конференции). — Казань: РИЦ «Школа», 2003. — С. 46-70.
- Беляев В. А. Структура российской политической интеллигенции // Вестник Казанского государственного технического университета имени А. Н. Туполева. — 2005. — № 4. — С. 78—83.
- Беляев В. А. Потестарные черты правящей неономенклатуры // Туполевские чтения. Международная молодежная научная конференция. Казань, 10-11 ноября 2005 г. Материалы конф. — Казань: КГТУ (КАИ), 2005. — Т. 6. — С. 159-163.
- Беляев В. А. Факторы и особенности интеграционной направленности менталитета жителей Татарстана // Социологические исследования. — 2006. — № 10. — С. 50—57.
- Беляев В. А. Специфика клановой постноменклатуры в Татарстане // Тезисы докладов. IV Всероссийский конгресс политологов «Демократия, безопасность, эффективное управление: новые вызовы политической науке». — М.: РАПН, 2006. — С. 27-28.
- Беляев В. А. Отношение казанцев к выборам последних лет // Избирательная система, избирательная кампания и выборы в контексте современного политического процесса в России. Материалы научно-практической конференции. — Казань: Слово, 2006. — С. 11-16.
- Беляев В. А. Общность русской и татарской культур как фактор формирования единого менталитета населения Татарстана // Материалы Всероссийской научной конференции «Современное российское общество: состояние и перспективы». (Первые казанские социологические чтения). Казань, 15-16 ноября 2005 г. — Казань: Центр инновационных технологий, 2006. — Т. 1. — С. 290-295.
- Беляев В. А. Интеллигенция или новый средний класс // Вестник Казанского государственного технического университета имени А. Н. Туполева. — 2007. — № 1. — С. 75-81.
- Беляев В. А. Мировоззрение и социальное поведение правящей элиты Татарстана // Общественные науки и современность. — 2007. — № 3.

## Интервью
- Морозов А. Счастье — это когда ты нужен // Daily Talking, 12.02.1996